# Michel Stryphnos
Michel Stryphnos est le mégaduc de la marine byzantine à la fin du XIIe siècle et au début du XIIIe siècle sous Alexis III Ange. Il semble avoir été navarque avant de devenir mégaduc.  Il contribue à accentuer le déclin de la marine byzantine déjà incapable de résister aux marines italiennes en détournant une grande partie des finances destinées à la flotte pour son propre enrichissement bien que Nicétas Choniatès affirme qu'il finance l'équipement des navires de guerre. Sous sa direction, la marine byzantine ne peut mettre fin aux raids vénitiens ou génois qui ruinent l'économie byzantine. Ainsi en 1198, le génois Gafforio riposte à l'augmentation des péages sur son commerce par Michel Stryphnos en pillant le port d'Adramyttion avant de repousser un calabrais au service de l'empire et de mettre la main sur une flotte à Sestos Ces déroutes successives entraînent le sac de Constantinople en 1204-1205 et l'instauration de l'empire latin de Constantinople. L'Empire byzantin ayant été incapable de résister aux croisés du fait de l'absence d'une flotte suffisamment nombreuse. Il semble que Michel Stryphnos changeait fréquemment les fonctionnaires à la tête des différents services de la marine byzantine. Cela implique que l'indépendance de ces fonctionnaires reste très formelle.